# Arteria cervicalis profunda

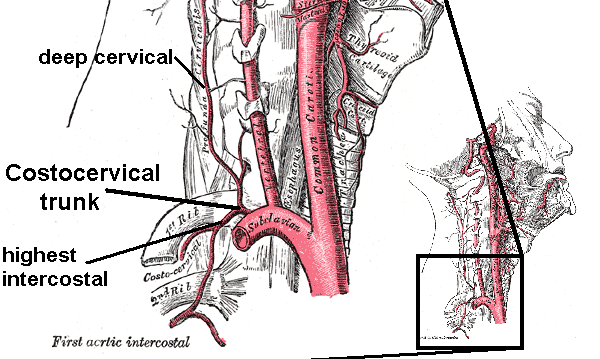
Aufzweigung des Truncus costocervicalis beim Menschen

Die Arteria cervicalis profunda („tiefe Halsarterie“) ist eine Schlagader des Halses. Sie entspringt zumeist aus dem Truncus costocervicalis und zieht zwischen dem ersten Rippenhals und dem Querfortsatz des siebten Halswirbels wirbelsäulenwärts und zwischen Musculus semispinalis capitis und cervicis in Richtung Kopf, wo sie sich in Höhe des zweiten Halswirbels verliert. Die Arteria cervicalis profunda versorgt die tiefe Nackenmuskulatur.